# Smithsund
Der Smithsund (englisch Smith Sound, dänisch Smith Sund) ist eine Meerenge zwischen Grönland und der kanadischen Ellesmere-Insel. Er bildet den südlichsten Teil der Nares-Straße, die die Baffin Bay mit der Lincoln-See verbindet. Der Smithsund ist etwa 50 km lang und zwischen 40 und 50 km breit. Die Passage ist wegen des hier fast ganzjährig anzutreffenden Packeises schwierig.

## Geografie
Im Norden der Baffin Bay markieren die 48 km auseinander liegenden Kap Alexander (Grönland) und Kap Isabella (Ellesmere-Insel) den Beginn des Smithsunds, der sich in Richtung Nord-Nordost erstreckt und schließlich zum Kane-Becken erweitert. Den nördlichen Ausgang bilden Cairn Point (Grönland) und Kap Sabine, der östlichste Punkt von Pim Island, das der Ellesmere-Insel vorgelagert ist. Hier ist der Smithsund nur 40 km breit. In die Fjorde an beiden Küsten der Meerenge schieben sich mächtige Gletscher. Im Westen enden der Ekblaw- und der Tanquarygletscher im Bairn Inlet, im Osten der Brother John Gletsjer im Iitap Kangerlua (Foulke Fjord).
An der grönländischen Küste befinden sich am Foulkefjord die inzwischen aufgegebenen Inuit-Siedlungen Etah und Anoritooq, die am Anfang des 20. Jahrhunderts jeweils Ausgangspunkt von Entdeckungsreisen waren. Sie waren zu dieser Zeit die nördlichsten natürlichen Siedlungen der Welt.

## Geschichte
Über den Smithsund erfolgten mehrere Einwanderungswellen aus der kanadischen Arktis nach Grönland. Etwa 2300 v. Chr. überquerten die ersten Paläo-Eskimos der Prä-Dorset-Kultur die Meerenge. Die Vorfahren der heutigen Inuit erreichten erst im 13. Jahrhundert n. Chr. das Gebiet um den Smithsund.
1616 segelten Robert Bylot und William Baffin auf der Suche nach einem nordwestlichen Seeweg nach China und Indien mit der Discovery durch die Davisstraße in die Baffin Bay. Sie fuhren an der grönländischen Westküste nach Norden und sichteten am 5. Juli an ihrer nördlichsten Position bei 77° 45′ n. Br. die Einfahrt in den Smithsund, die allerdings durch festes Eis versperrt war. Sie benannten die Meerenge nach Sir Thomas Smythe (1558–1625), dem Finanzier ihrer Reise, „Sir Thomas Smith’s Sound“.
200 Jahre später, im Jahre 1818, sichtete John Ross den Smithsund erneut, hielt ihn aber für eine Bucht. Er benannte Kap Alexander und Kap Isabella nach seinen beiden Schiffen. Edward Inglefield befuhr die Baffin Bay 1852 auf der Suche nach der verschollenen Franklin-Expedition und drang als Erster in den Smithsund ein (bis 78° 28′ n. Br.). 

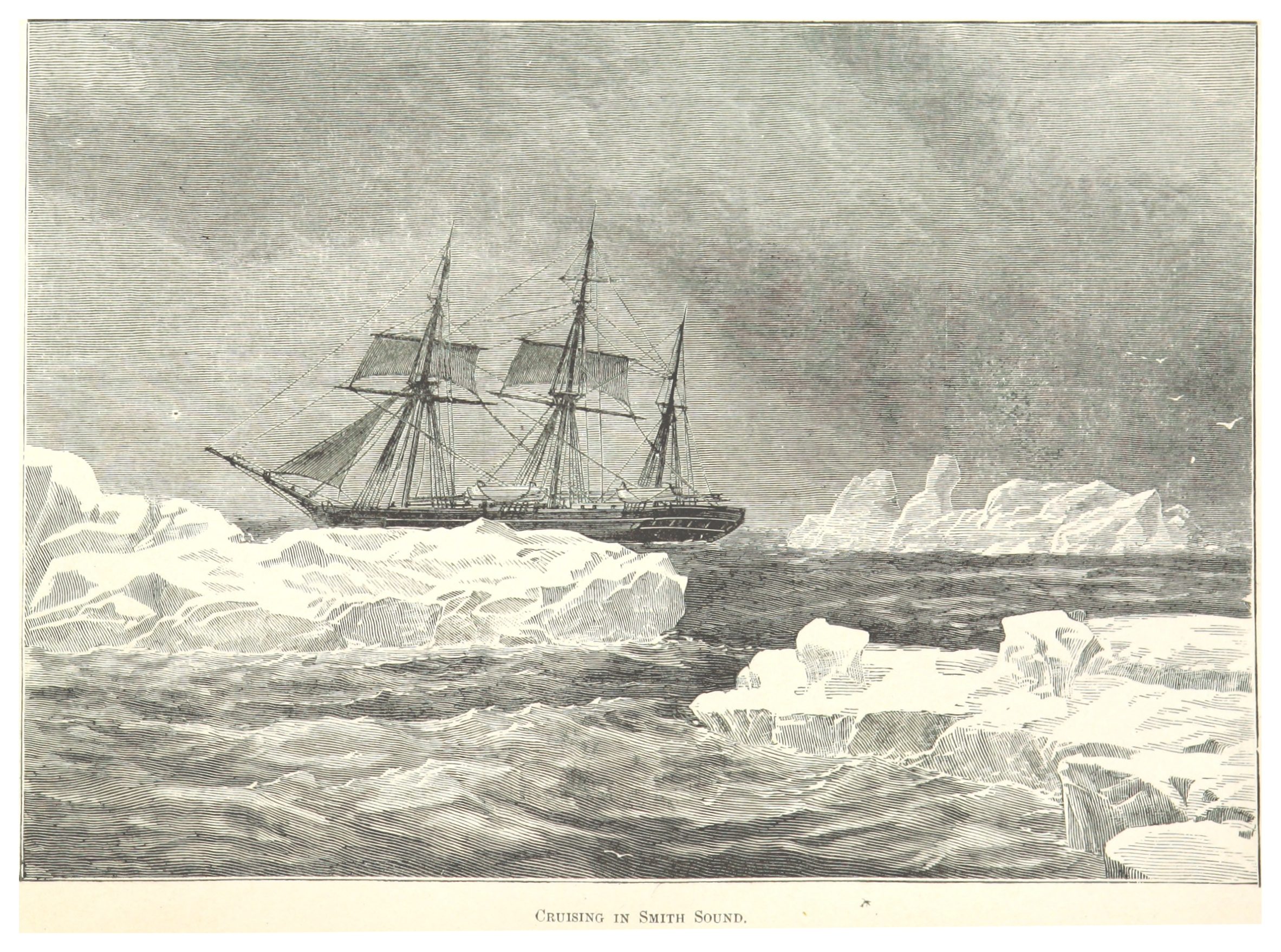
HMS Pandora unter Kapitän Allen Young (1827–1915) im Smithsund (1876)

Mit Elisha Kent Kane begannen 1853 die US-amerikanischen Versuche, über den Smithsund zum geografischen Nordpol vorzudringen. Offiziell ebenfalls auf der Suche nach John Franklin, passierte er erstmals den gesamten Smithsund und überwinterte zweimal in der Rensselaerbucht im Kane-Becken. Nach seiner abenteuerlichen Rückkehr unter Aufgabe des Schiffs berichtete er, im Norden offenes Wasser gesehen zu haben, was den Anhängern der Theorie vom eisfreien Nordpolarmeer Auftrieb gab. Es folgten die Expeditionen der US-Amerikaner Isaac Israel Hayes (1860/61) und Charles Francis Hall (1871–1873) sowie des Briten George Nares (1875/76), die alle dem Weg durch den Smithsund nach Norden folgten, wobei es Nares gelang, die heute nach ihm benannte Meeresstraße in ihrer ganzen Länge zu durchfahren und die Nordküste der Ellesmere-Insel von seinen Männern erforschen zu lassen.
1884 erlebte Pim Island im Smithsund das tragische Ende der amerikanischen Nordpolarexpedition im Rahmen des Internationalen Polarjahrs 1882/83. Die US-Amerikaner hatten 1881 mit Fort Conger auf der Ellesmere-Insel die nördlichste Beobachtungsstation aller Nationen errichtet, waren aber weder 1882 noch 1883 in der Lage, die Besatzung mit Proviant und Brennstoffen zu versorgen. Der Expeditionsleiter Adolphus Greely führte die 25 Männer auf einem verzweifelten Marsch nach Süden bis zum Kap Sabine, wo 18 von ihnen verhungerten oder erfroren, bevor die restlichen gerettet werden konnte.
Die zweite norwegische Polarexpedition mit der Fram, die unter der Leitung von Otto Sverdrup 1898 bis 1902 die kanadische Inselwelt westlich der Ellesmere-Insel erforschte, überwinterte 1898/99 am Kap Sabine. Ganz in der Nähe hatte die Expedition des Deutschamerikaners Robert Stein von 1899 bis 1901 ihr Winterquartier. Auch Frederick Cook und Robert Edwin Peary, die beiden Polarforscher, die 1908 bzw. 1909 jeder für sich das Erreichen des Nordpols reklamierten, hatten ihre Basislager zeitweise am Smithsund, Cook bei der Inuit-Siedlung Anoritooq, Peary bei Etah.